# Фунт Святої Єлени
Фунт Святої Єлени (англ. Saint Helena pound) — грошова одиниця британської заморської території Острови Святої Єлени, Вознесіння і Тристан-да-Кунья.
Міжнародне позначення валюти — SHP.
У готівковому обігу перебувають банкноти номіналом у 5, 10, 20 фунтів та монети в 1, 2, 5, 10, 20, 50 пенні та в 1 і 2 фунти.
Фунт Святої Єлени є законним платіжним засобом не лише на території Острова Святої Єлени, але також на Острові Вознесіння, архіпелазі Тристан-да-Кунья і деяких інших, дрібніших островах, які в адміністративному відношенні є складовими одного володіння Сполученого Королівства — Острів Святої Єлени.
Також на островах Тристан-да-Кунья, Столтенхоф та Гоф випущені колекційні монети спеціального дизайну, які, хоча й фактично не перебувають в обігу (останні два острови практично безлюдні), але формально можуть вважатися спеціальним випуском Фунта Святої Єлени.

## Валютний курс
Валютний курс фунта Святої Єлени є прив'язаним до британського фунта стерлінгів у співвідношенні 1:1.